# Spilogona marriotti
Spilogona marriotti este o specie de muște din genul Spilogona, familia Muscidae, descrisă de Zielke în anul 1970. Conform Catalogue of Life specia Spilogona marriotti nu are subspecii cunoscute.